# Angie Sanclemente Valencia
Angie Sanclemente Valencia (* 25. Mai 1979 in Barranquilla) ist ein kolumbianisches Unterwäschemodel, ferner Schauspielerin und ehemalige Schönheitskönigin. International sorgte ihre Festnahme und Verurteilung wegen Kokainschmuggels und Führung eines Drogenkartells für Aufsehen.

## Leben

### Karriere
Sanclemente wuchs als Einzelkind bei ihrer alleinerziehenden Mutter in Barranquilla auf. Die Mutter arbeitete als Modeverkäuferin und ermöglichte ihrer Tochter, die renommierteste Modelschule der Stadt La Pasarella zu besuchen. 1998 heiratete sie einen Geschäftsmann. Die Ehe zerbrach bereits drei Monate später. Ein Jugendfreund gab als Grund für die Trennung an, dass Sanclemente das für die Studiengebühren gedachte Geld ihres Mannes für Schönheitsoperationen ausgab. Nach drei Semestern wurde sie wegen ausbleibender Zahlungen der Studiengebühren exmatrikuliert und brach ihr Journalismusstudium ab. Sanclemente nahm anschließend an diversen Schönheitswettbewerben teil. Hier fiel sie durch aggressiven Ehrgeiz auf, als sie Jurymitglieder angriff, nachdem sie das Finale eines Wettbewerbes nicht erreicht hatte. 
Im Jahr 2000 nahm sie an dem prestigeträchtigen Wettbewerb Reinado Internacional del Café (Kaffeekönigin) teil und gewann. Bereits drei Tage später wurde ihr der Titel wieder aberkannt, weil sie ihre kurze Ehe geheim gehalten hatte. Nur „jungfräulichen“ Frauen ist aber die Teilnahme gestattet. Durch ihren Sieg wurden Drogenhändler auf sie aufmerksam. Drogenbosse gehen gezielt zu Schönheitswettbewerben, um nach Frauen Ausschau zu halten. Manchmal unterstützen sie auch die Kandidatinnen, bezahlen für ihre Kleidung, die Schönheitsoperationen und bestechen die Preisrichter, damit ihre Favoritin gewinnt. Gerüchten zufolge begann sie in dieser Zeit eine Affäre mit einem mexikanischen Drogenbaron, der nur unter dem Namen Das Monster bekannt ist. 2005 verließ Sanclemente ihre kolumbianische Heimat und zog nach Mexiko. Hier übernahm sie Modelaufträge und kleinere Fernsehrollen. Nach der Trennung von Das Monster soll sich Sanclemente verstärkt bemüht haben, ein eigenes Drogenkartell zu schaffen.
Inzwischen führte sie eine Beziehung mit dem Argentinier Nicolas Gualco, den sie noch aus ihrer Geburtsstadt Barranquilla kannte. Auch er war bereits in den Drogenschmuggel verwickelt. Sanclemente fiel vor allem die Aufgabe zu, den Schmuggel aus Kolumbien und Argentinien nach Mexiko zu organisieren. Sie rekrutierte zu diesem Zweck junge hübsche Mädchen aus der Modelszene, die die Grenzübertritte für 5000 Dollar pro Lieferung übernehmen sollten. Die Wahrscheinlichkeit, dass diese Frauen kontrolliert werden, sei wesentlich geringer. Sie nannte die für sie arbeitenden Mädchen ihre „unverdächtigen schönen Engel“ die „nett aber nicht auffällig“ sein sollten. Inzwischen haben sowohl die amerikanische DEA als auch die kolumbianischen und argentinischen Drogenfahnder Sonderkommissionen eingerichtet, die sich einzig auf die Überwachung von Models spezialisiert haben. Ihr Freund übernahm den Schmuggel von Mexiko nach Europa und verdiente nach eigener Aussage 14.000 Dollar pro geschmuggeltem Kilogramm.

### Flucht
Im Dezember 2009 wurde am Flughafen in Buenos Aires ein 21-jähriges Model verhaftet, weil es versuchte, mit 55 Kilogramm Kokain im Gepäck nach Cancún in Mexiko zu fliegen. Fünf weitere Kuriere und Sanclementes Verlobter Nicolas Gualco wurden nach der Befragung der jungen Frau verhaftet. Angie Sanclemente Valencia befand sich zu diesem Zeitpunkt ebenfalls in Argentinien, als aber ihr Hotelzimmer von der Polizei gestürmt wurde, war Saclemente bereits untergetaucht. Interpol schrieb sie daraufhin zur weltweiten Fahndung aus und verdächtigte sie, einer der führenden Köpfe des Drogenkartells zu sein.
In der letzten Dezemberwoche 2010 erreichte CNN via Facebook eine Botschaft. 

„Ich bin wegen der Fehlinformationen sehr traurig und verletzt. Ich verstehe nicht, wie die Presse einen unschuldigen Menschen derart zerstören kann. Ich will nicht in ein Gefängnis. Ich verdiene es nicht. Ich bin unschuldig.“

Auch ihre Facebookseite hielt sie während ihrer Flucht aktuell und gab der Zeitung El Tiempo ein Interview. Zu Wort meldete sich auch Guillermo Tiscornia, einer der Anwälte der Gesuchten. Er verlangte wegen mangelnder Beweise eine sofortige Beendigung der Fahndung nach seiner Mandantin.

### Festnahme und Verurteilung wegen Drogenschmuggels
Erst fünf Monate später gelang ihre Verhaftung in einem Hostel in Buenos Aires am 26. Mai 2010.
Vor Gericht wurde ihr die Führung eines Drogenkartells und Kokainschmuggel vorgeworfen. Sanclemente plädierte in allen Punkten auf nicht schuldig. Sie sei einzig nach Argentinien gekommen, um dort ihren Verlobten zu heiraten. Zunächst behauptete sie, nichts von den kriminellen Machenschaften ihres Freundes zu wissen. Im Laufe des Prozesses räumte sie aber ein, einige Anrufe für Gualco getätigt zu haben. Dies habe sie einzig aus Liebe getan und sei selbst nicht in den Drogenschmuggel involviert gewesen. Untergetaucht sei sie nach der Verhaftung ihres Freundes einzig, weil sie Angst gehabt hätte, ebenfalls in Untersuchungshaft zu geraten und dort wegen ihrer Schönheit vergewaltigt zu werden. Der Mitangeklagte Venezolaner Gustavo Páez Arneses wurde schon vor ihrer Verhaftung zu sechs Jahren und zwei Monaten verurteilt.
Auch Nicolas Gualco war inzwischen zu sechs Jahren und acht Monaten Haft verurteilt worden und bestätigte die Version seiner Verlobten. Noch während der Verhandlungen wurde Sanclemente in ein anderes Gefängnis verlegt, weil sie wiederholt von Mithäftlingen attackiert wurde. Immer wieder betonte sie, dass ihre einzige Sünde gewesen sei, sich verliebt zu haben.
Dennoch sah das Gericht ihre Schuld als erwiesen an und verurteilte Angie Sanclemente am 3. November 2011 zu sechs Jahren und acht Monaten Gefängnis wegen Drogenschmuggels. Sanclementes Anwalt German Delgado hat angekündigt, in Berufung zu gehen.